# Изидор Ајзак Раби
Изидор Ајзак Раби (енгл. Isidor Isaac Rabi, 29. јул 1898. – 11. јануар 1988) био је амерички физичар који је освојио Нобелову награду за физику 1944. године за откриће нуклеарне магнетне резонанције, која се користи у магнетној резонантној томографији. Био је први научник у САД који је радио на магнетрону, који се користи у магнетним радарима и микроталасним пећима.